# El juego perfecto
The Perfect Game es una película estadounidense de 2009, dirigida por William Dear. Protagonizada por Clifton Collins Jr., Cheech Marin, Moises Arias y Jake T. Austin en los papeles principales, junto a un largo reparto.
Trata sobre la vida y el triunfo de los campeones de Monterrey, que ganaron la Serie Mundial de Pequeñas Ligas de beisbol llevada a cabo en Williamsport, Pensilvania en 1957.

## Sinopsis
Película basada en una historia real. En 1957 un grupo de niños de Monterrey, México, se integran a la liga infantil de béisbol de los Estados Unidos.
César L. Faz (Clifton Collins, Jr.) un regiomontano que trabaja para los St. Louis Cardinals, renuncia a su trabajo y regresa a Monterrey. Ahí se entera de la existencia de un entusiasta equipo infantil de béisbol, dirigido por el Padre Esteban (Cheech Marin). Decide apadrinar a Ángel Macías (Jake T. Austin), el lanzador del equipo, y le fantasea sobre su propia habilidad como lanzador, y como él había sido el entrenador de los St. Louis Cardinals. Ambas eran mentiras. Ángel le cree, sin embargo, lo convence a César para que lo ayude a reclutar el primer equipo infantil de béisbol de Monterrey, y participar en la Serie Mundial Infantil del verano de 1957.
Entusiasmados, tanto César como el Padre Esteban, logran formar un equipo y viajan a los Estados Unidos para participar en la Serie Mundial Infantil. Cuando llegan allí tienen que enfrentarse además de sus rivales, con los prejuicios raciales, el idioma y problemas con sus visas. Logran superar estos inconvenientes y consiguen varias victorias que los llevan a aparecer en los medios periodísticos y a obtener seguidores. Hacen amistad con la periodista Frankie (Emilie de Ravin) y con Cool Papa Bell (Louis Gossett, Jr.), un exbeisbolista afroamericano, que los ayudan a lograr su sueño de ganar el campeonato.
En el juego final de la Serie Mundial de Pequeñas Ligas, Monterrey derrotó al equipo de West La Mesa, California por 4-0. Enrique Suárez (Jansen Panettiere), conectó un jonrón de grand slam y Ángel Macías lanzó un juego perfecto, hazaña que desde entonces no se ha repetido en la historia de la Serie Mundial de Pequeñas Ligas.

## Reparto
- Clifton Collins Jr. ... 	César L. Faz
- Cheech Marin 	 ... 	Padre Esteban
- Jake T. Austin ... 	Ángel Macías
- Moises Arias 	 ... 	Mario Ontiveros
- Gabriel Morales 	... 	Ricardo Treviño
- Ryan Ochoa 	 ... 	Norberto Villareal
- Carlos Padilla   ... 	Baltazar Charles
- Jansen Panettiere ...	Enrique Suárez
- Mario Quiñónez Jr. ... 	Gerardo González
- Anthony Quiñónez	... 	Fidel Ruiz
- Alfredo Rodríguez	... 	Pepe Maiz
- Carlos Gómez 	 ... 	Umberto Macías
- Emilie de Ravin	... 	Frankie Stevens
- Patricia Manterola ...	María
- Louis Gossett Jr. ... Cool Papa Bell
- John Cothran Jr. 	... 	Clarence Bell (como John Cothran)

## Premios

### Premios TVyNovelas 2010
| Categoría                  | Nominado(a)         | Resultado |
| -------------------------- | ------------------- | --------- |
| Mejor Película             | William Dear        | Ganadora  |
| Mejor actriz protagónica   | Patricia Manterola  | Ganadora  |
| Mejor actor protagónico    | Clifton Collins Jr. | Ganador   |
| Mejor primer actor         | Cheech Marin        | Ganador   |
| Mejor actriz coestelar     | Emilie de Ravin     | Ganadora  |
| Mejor revelación masculina | Jake T. Austin      | Ganador   |